# Ildar Fatkoulline
Ildar Raïilevitch Fatkoulline (en russe : Ильдар Райильевич Фаткуллин) est un sauteur à ski russe, d'origine tatar, né le 16 octobre 1982 à Oufa en Bachkirie.
Il débute en Coupe du monde en novembre 1999. Il obtient son meilleur résultat en décembre 2001 à Oberstdorf, une huitième place.

## Palmarès

### Jeux olympiques
| Épreuve / Édition | Salt Lake City 2002 | Turin 2006 |
| Petit tremplin    | -                   | 44e        |
| Grand tremplin    | 35e                 | 41e        |
| Par équipes       | -                   | 8e         |

### Championnats du monde
| Épreuve / Édition | Épreuve / Édition | Lahti 2001 | Oberstdorf 2005 |
| Petit tremplin    | Petit tremplin    | 11e        | 31e             |
| Grand tremplin    | Grand tremplin    | 46e        | 32e             |
| Par équipes       | PT                | -          | 5e              |
| Par équipes       | GT                | -          | 6e              |

### Championnats du monde de vol à ski
| Épreuve / Édition | Vikersund 2000 | Kulm 2006 |
| Individuel        | 40e            | 32e       |
| Par équipes       | -              | 7e        |

### Coupe du monde
- Meilleur classement général : 39e en 2002.
- Meilleur résultat individuel : 8e.